# عبد الله مراد
عبد الله مراد ، ممثل مصري.

## عن حياته
صاحب الجسم الرياضى لاعب الاكروبات الذي عمل بالسينما المصرية في مطلع الستينيات وأدى أدوارا مساعدة في الأفلام السينمائية والمسلسلات التليفزيونية هو الشاب صاحب الخناقة في محل الكشرى في فيلم «صاحب الجلالة» عام 1963 وله دور مميز في مسرحية «البغبغان» عام 1983 حيث ينافس حلامبوحه (محمد صبحى) على حب عواطف (إيفا). ومن أهم المسلسلات التي إشترك بها مسلسل «الأبطال» عام 1996و مسلسل «الملك فاروق» عام 1997 ومسلسل «رقم مجهول» عام 2012.

## من أعماله

### المسلسلات
- ولاد السيدة
- عد تنازلي
- رقم مجهول

### السينما
- عمر 2000
- المتوحشون

### المسرحيات
- البغبغان

### الفوازير
- الدنيا لعبة

## روابط خارجية
- عبد الله مراد على موقع الدهليز
- عبد الله مراد على موقع قاعدة بيانات الأفلام العربية